# Frontón Beti Jai
El Beti Jai (‘siempre fiesta’ en euskera) es un frontón de pelota vasca de la ciudad española de Madrid. El edificio, un proyecto del promotor guipuzcoano José Arana realizado por el arquitecto cántabro Joaquín Rucoba, se inauguró en 1894. Tras diversas vicisitudes a lo largo del siglo XX, que deterioraron el estado de conservación del inmueble, fue declarado bien de interés cultural en 2011 y actualmente se encuentra abierto tras un proceso de rehabilitación.

## Historia
El frontón se empezó a construir en 1893, con un presupuesto aproximado de unas 500 000 pesetas. Se debe a un diseño del arquitecto Joaquín Rucoba (1844-1919), autor de la Plaza de toros de la Malagueta, el mercado y el parque de Málaga, así como la Casa Consistorial de Bilbao, entre otras obras. Fue la cuarta infraestructura de estas características abierta en Madrid a finales del siglo XIX, en un momento en el que el deporte de la pelota vasca alcanzó una notable popularidad en la capital española. Le precedieron, por este orden, los frontones Jai Alai (1891), Fiesta Alegre y Euskal Jai.

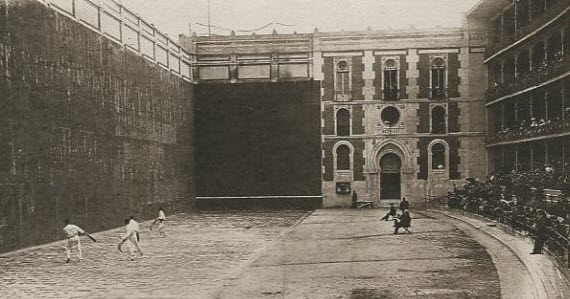
Vista del Beti-Jai hacia 1916

Fue inaugurado el 29 de mayo de 1894 (otras fuentes indican el 29 de abril del mismo año) y estuvo en funcionamiento hasta el año 1919. Hay constancia de que Leonardo Torres Quevedo lo usó entre 1904 y 1906 como Centro de Ensayos de Aeronáutica.
Con la Guerra Civil durante la defensa de Madrid sus instalaciones fueron reconvertidas en comisaría y, durante los primeros años de la dictadura franquista, sirvió como lugar de ensayo de bandas musicales vinculadas a la Falange Española. A mediados del siglo XX, se vendió a la compañía automovilística Citroën, que lo utilizó como taller de reparaciones.
En 1997 fue comprado por 2,3 millones de euros por la sociedad vasca Frontón Jai Alai, que inicialmente pretendía su recuperación para uso deportivo. Posteriormente, la propiedad pasó a manos de la empresa Aguirene.

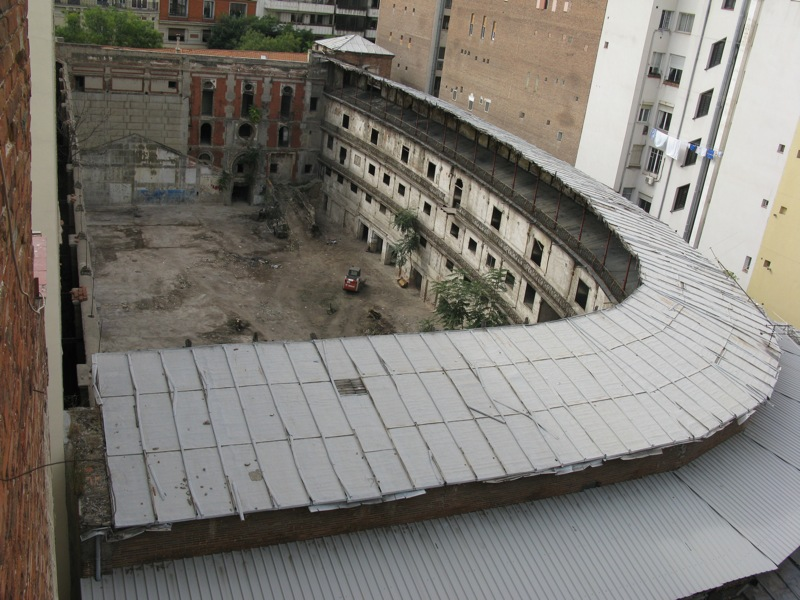
El Beti Jai en 2010 antes de su rehabilitación

El 27 de enero de 2011 fue declarado como Bien de Interés Cultural por la Comunidad de Madrid.
En 2010 el Ayuntamiento de Madrid inició un proceso de expropiación, finalizado en el año 2015, y pagando por él la cantidad de 7 millones de euros. El 8 de mayo de 2017 finalizaba la primera fase de rehabilitación. La segunda fase terminó el 13 de junio de 2019, tras la que se organizó una jornada de puertas abiertas para reabrir al público este patrimonio, 125 años después de su construcción. 
En 2022 el edificio permanece sin un uso definido y comienza a mostrar signos de abandono, como desconchones y humedades.

## Descripción

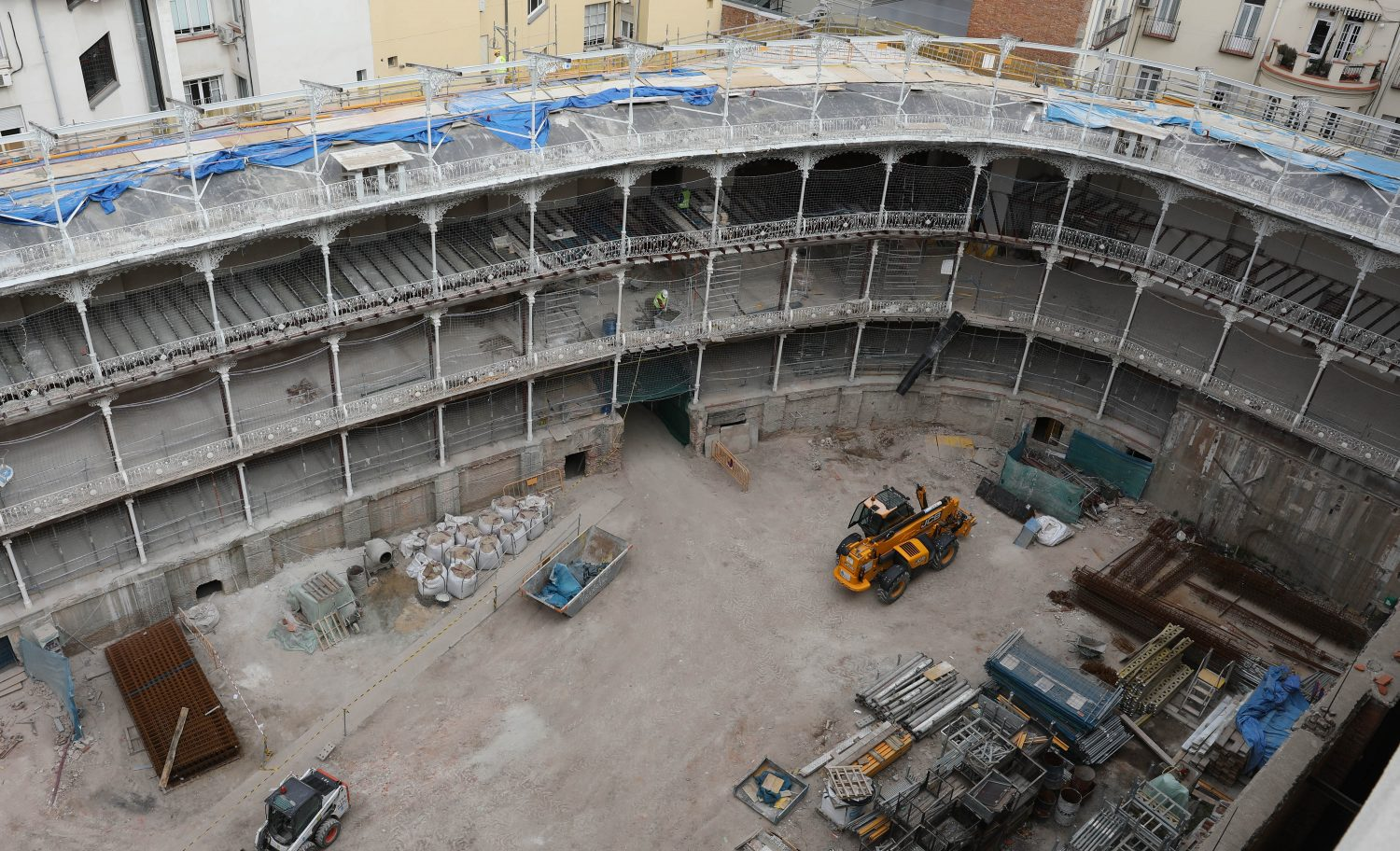
Vista de las gradas tras iniciarse el proceso de recuperación del edificio

El Frontón Beti Jai se ubica en el número 7 de la calle del Marqués de Riscal, muy cerca del paseo de la Castellana, en el distrito madrileño de Chamberí. Ocupa una parcela de 3609 m² y la superficie construida alcanza los 10 800 m². Está realizado en diferentes estilos, entre los que cabe destacar el eclecticismo de la fachada principal, el neomudéjar presente en algunas partes del interior y la arquitectura del hierro característica del siglo XIX.
Su núcleo central lo conforma una cancha al aire libre, de 67 m de largo, 20 m de ancho y 11 m de alto. Alrededor de la misma se extienden las gradas, que rodean la pista por sus lados oriental y meridional, dibujando una planta semi-elíptica.
El graderío tiene una capacidad aproximada para 4000 personas y se articula en cuatro plantas, cerradas al interior mediante balcones con barandillas y comunicadas entre sí a través de escaleras de madera. Se sostiene por medio de un entramado de columnas y vigas de hierro forjado, algunas de ellas curvadas para dar inclinación a las gradas, y presenta cubierta de madera. En los techos se conservan restos de frescos.
En la cara occidental se eleva un muro curvo neomudéjar.

## Estatus patrimonial
En 1977 habría sido incoado expediente para su declaración como monumento histórico-artístico. El 11 de febrero de 1991 se incoó expediente para su declaración como Bien de Interés Cultural, en la categoría de monumento, estatus que obtuvo el 27 de enero de febrero de 2011, mediante la publicación el 9 de febrero de ese mismo año de un decreto en el Boletín Oficial de la Comunidad de Madrid. Se encuentra también dentro del área protegida del Conjunto Histórico de la Villa de Madrid.
Pese a este grado de protección, el edificio presentaba un delicado estado de conservación, lo que motivó su inclusión en la Lista roja de patrimonio en peligro, que la asociación Hispania Nostra comenzó a elaborar en 2006. Sin embargo, en mayo de 2018, dado el progreso de las obras de remodelación, pasó a la «Lista verde» de la mencionada asociación.

## Frontones homónimos
Han existido otros frontones denominados también Beti Jai, en Barcelona, San Sebastián y Logroño. El donostiarra fue posteriormente el Teatro Circo y desapareció con un incendio ocurrido en 1913.